# Maroko na Zimowych Igrzyskach Olimpijskich 1984
Maroko na Zimowych Igrzyskach Olimpijskich 1984 reprezentowało czterech zawodników. Wystartowali oni w narciarstwie alpejskim.
Był to drugi start reprezentacji Maroka na zimowych igrzyskach olimpijskich.

## Narciarstwo alpejskie

### Mężczyźni
- Ahmed Aït Moulay
- Brahim Ait Sibrahim
- Ahmad Ouachit
- Hamid Oujebbad

| Zawodnik            | Konkurencja   | Zjazd 1 | Zjazd 1 | Zjazd 2 | Zjazd 2 | Razem   | Razem   |
| Zawodnik            | Konkurencja   | Czas    | Miejsce | Czas    | Miejsce | Czas    | Miejsce |
| ------------------- | ------------- | ------- | ------- | ------- | ------- | ------- | ------- |
| Hamid Oujebbad      | Gigant Slalom | 1:58,13 | 80      | 2:08,56 | 74      | 4:06,69 | 74      |
| Brahim Ait Sibrahim | Gigant Slalom | 1:56,32 | 77      | DNF     | –       | DNF     | –       |
| Ahmed Aït Moulay    | Gigant Slalom | 1:54,54 | 75      | 2:03,41 | 71      | 3:57,95 | 73      |
| Ahmad Ouachit       | Gigant Slalom | 1:45,17 | 65      | 1:56,94 | 65      | 3:42,11 | 64      |
| Ahmed Aït Moulay    | Slalom        | 1:24,80 | 64      | 1:18,45 | 43      |         |         |
| Brahim Ait Sibrahim | Slalom        | 1:18,90 | 60      | DNF     | –       | DNF     | –       |
| Ahmad Ouachit       | Slalom        | 1:13,14 | 54      | 1:10,34 | 37      | 2:23,38 | 38      |